# Tomasz Augustynowicz (lekarz)
Tomasz Augustynowicz (ur. w 1809 według polskich źródeł w Kokiszkach na Wileńszczyźnie, a według niektórych rosyjskich źródeł we wsi Krzywicze nieopodal Mińska, zm. 13 czerwca 1891 w Święcianach) – polski i rosyjski lekarz, botanik. 

## Życiorys
Szkołę w gimnazjum ukończył w Świsłoczy. Następnie podjął studia medyczne na Uniwersytecie Wileńskim, kontynuowane w wileńskiej Akademii Medyko-Chirurgicznej w latach 1830–1835.
W latach 1835–1843 przebywał w wojsku jako lekarz wojskowy, osiągając stanowisko lekarza sztabowego.
W latach 1845–1853 pełnił obowiązki lekarza urzędowego i inspektora lekarskiego na Ukrainie w Łubnach oraz w guberni połtawskiej. W trakcie wojny krymskiej jako ochotnik podjął służbę lekarza wojskowego. Po zakończeniu działań bojowych mieszkał od 1857 do 1868 w Kursku, gdzie piastował funkcję gubernialnego lekarza miejscowego Zarządu Dóbr Państwowych. W okresie 1868–1869 pracował na podobnym stanowisku (inspektor sanitarny) w guberni permskiej. W czasie studiów, a zwłaszcza w trakcie pracy na Ukrainie, intensywnie badał miejscową florę, sporządzając zielniki oraz publikując prace naukowe. W latach 1845–1852 współpracował z prof. K. Kesslerem na temat obserwacji wiosennych i jesiennych przelotów ptaków.
Od roku 1870 do 1877 na zlecenie rosyjskiego agend rządowych prowadził botaniczne badania naukowe głównie we wschodniej Syberii (Sachalin, Zabajkale, Jakucja, Czukotka). Badał także dorzecze Obu. Oprócz roślin studiował też gleby i klimat na tych obszarach, a także zbierał informacje etnograficzne o miejscowej ludności. Kolejną wyprawę na Syberię odbył w okresie 1879–1880. Skupił się wówczas na Sachalinie. W 1880 zbierał okazy w Cieśninie Tatarskiej. W trakcie wszystkich ekspedycji pełnił także posługę lekarską wśród miejscowej ludności. 
Dużą wartość miały jego zbiory zielnikowe zbierane na Syberii. Obejmowały ponad 40 000 okazów i stały się własnością Ogrodu Botanicznego Akademii Nauk w Petersburgu.
Zielnik roślin z okolic Wilna i Grodna przekazany został Akademii Medyko-Chirurgicznej w Wilnie. Anton Czechow w swej pracy Notatki z podróży podawał informacje wzięte z publikacji Augustynowicza.
Ku czci Augustynowicza nazwano jeden z gatunków turzycy: Carex augustinowiczii. 

## Dorobek naukowy
- O dikorastuszczich wraczebnych rastenijach połtawskoj gubernii (Kijów 1853)
- Flora Sachalina (Żyzń russkich i inorodcew na ostrowie Sachalin) (1874)
- Kratkije zamietki o poczwie i klimatie ostrowa Sachalina w otnoszenii k chlebopaszestwu (1880)
- Tri goda w sewero-wostocznoj Sibiri za polarnym krugom (1880).